# Anthodioctes indescriptus
Anthodioctes indescriptus är en biart som först beskrevs av Dalla Torre 1890.  Anthodioctes indescriptus ingår i släktet Anthodioctes och familjen buksamlarbin. Inga underarter finns listade i Catalogue of Life.